# Kościół Przemienienia Pańskiego w Cmolasie (stary)
Kościół Przemienienia Pańskiego – rzymskokatolicki kościół filialny należący do parafii pod tym samym wezwaniem (dekanat Kolbuszowa Wschód diecezji rzeszowskiej).
Jest to świątynia wzniesiona w latach 1646–48. Ufundowana została przez księdza Wojciecha Borowiusza, profesora Akademii Krakowskiej. Wieża powstała w 1674 roku. Kościół został przebudowany w 1735 roku, dzięki staraniom Pawła Sanguszki. Pod koniec XIX wieku, w 1930 i 1934 roku był restaurowany Przeniesiony został w 1992 roku na miejsce innej świątyni, która została przeniesiona do Poręb Dymarskich w 1979 roku.
Budowla jest drewniana, jednonawowa, posiada konstrukcję zrębową. Świątynia jest orientowana i reprezentuje styl późnogotycki. Posiada prezbiterium mniejsze w stosunku do nawy, zamknięte trójbocznie, z boku znajduje się zakrystia. Wieża posiada konstrukcję słupowo–ramową z sobotami oszalowanymi w przyziemiu przechodzącymi wzdłuż nawy. Zwieńczona jest wielokątnym ostrosłupowym dachem hełmowym. Świątynia nakryta jest wysokim dachem jednokalenicowym, z sześciokątną wieżyczką na sygnaturkę. Zwieńcza ją iglicowy dach hełmowy. Wnętrze nakryte jest stropami płaskimi, w nawie stropy posiadają zaskrzynienia. Ściana tęczowa jest prostokątnie wykrojona i ozdabia ją belka tęczowa z barokowym krucyfiksem powstałym w XVII wieku. Zachowała się data budowy wieży „1674” i napis fundacyjny umieszczony na belce nadproża wejścia. Chór muzyczny posiada prostą linię parapetu i znajdują się na nim neoklasycystyczny prospekt organowy i organy wykonane w 1915 roku przez firmę Rieger. Polichromia reprezentująca styl późnobarokowy, posiadająca tematykę figuralno–ornamentalną oraz elementy architektoniczne, została wykonana w 1735 roku. Zamalowana została około 1900 roku i ponownie została odsłonięta w latach 1992–94 przez Jadwigę Styrnę. Na stropie jest przedstawione Oko Opatrzności Bożej z aniołami. Uzupełnione jest koszami z liśćmi i kwiatami. Ściany prezbiterium posiadają dekorację architektoniczną i anioły z girlandami kwiatowymi w wazonach. Wizerunki Najświętszej Maryi Panny, kapłana Melchizedeka i Świętego Pawła Apostoła są uzupełnione cytatami z biblii na banderolach. Obok ambony jest umieszczony wizerunek Kuszenia Niewiasty przez diabła. Ołtarz główny i dwa ołtarze boczne reprezentują styl barokowy i powstały w 2 połowie XVII wieku. Obraz z portretem fundatora został namalowany w połowie XVII wieku.